# Tristania (EP)
Tristania je prvi EP norveške gothic metal grupe Tristania. Sastav je izvorno samostalno objavio ovo glazbeno izdanje kao demouradak 1997. godine, no diskografska ga kuća Napalm Records iste godine objavljuje u EP inačici.

## Popis pjesama
| 1.    | »Sirene« (Instrumental) | 3:25 |
| 2.    | »Midwintertears«        | 8:30 |
| 3.    | »Pale Enchantress«      | 6:29 |
| 4.    | »Cease to Exist«        | 9:17 |
| 27:41 |                         |      |

Pjesme "Midwintertears" i "Pale Enchantres" nalaze se i na Tristanijinu prvom studijskom albumu Widow's Weeds te se odlikuju manjim izmjenama.

## Osoblje
Tristania
- Vibeke Stene — vokali
- Morten Veland — gitara, vokali
- Anders Høyvik Hidle — gitara
- Rune Østerhus — bas-gitara
- Kenneth Olsson — bubnjevi, prateći vokali
- Einar Moen — klavijature, programiranje

Ostalo osoblje
- Gunnar Tønnesen — produkcija, inženjer zvuka
- June Sølvi Bjørheim — naslovnica